# Moon-sur-Elle
Moon-sur-Elle är en kommun i departementet Manche i regionen Normandie i norra Frankrike. Kommunen ligger i kantonen Saint-Clair-sur-l'Elle som tillhör arrondissementet Saint-Lô. År 2022 hade Moon-sur-Elle 779 invånare.

## Befolkningsutveckling
Antalet invånare i kommunen Moon-sur-Elle
| Referens: INSEE |